# 마오닝 (외교관)
마오닝(중국어: 毛宁, 병음: Máo Níng, 1972년 12월 ~)은 중국공산당의 외교관이다. 중국 공산당 간부로서 2022년 9월부터 중화인민공화국 외교부 대변인 및 공보부국장을 맡고 있다.
마오닝은 외교부 수석대변인으로 선출되기 전 27년 넘게 외교 업무에 종사해 왔으며 주로 중국의 아시아 문제를 담당했다.

## 경력
마오닝은 1995년 8월 중국 외교부에 입사해 주로 외교부 아시아부에서 근무했다. 2011년 5월 한중일 3국 협력 사무국 사무차장을 역임했으며, 2013년 5월 주미 중국대사관 참사관으로 임명될 때까지 그 직책을 맡았다. 2015년 11월 원래 부서로 소환됐고, 결국 2017년 11월 차장으로 승진했다.
2020년 6월 러산시 부시장으로 선출되었으며, 이후 시 최고 권위자인 중국 공산당 러산시 위원회 상무위원회 위원으로 임명되었다.
2022년 9월 5일 외무부 대변인이 되었다. 동시에 베이징시 인민대표대회 상무위원회에서 조양구를 대표하는 대표이기도 하다.
2023년 1월, 일부 국가가 중국에서 온 여행자에게 PCR 검사를 의무화한 후 마오닝은 2019년 12월 중국 우한에서 시작된 코로나19 사태 속에서 이러한 정책의 시행은 "과학적인 근거가 부족하고 일부 관행은 용납할 수 없다"며 중국 정부는 "상호주의 원칙에 따라 대응 조치를 취할 수 있다"고 밝혔다.
2024년 1월 봉봉 마르코스 필리핀 대통령이 라이칭더 대만 총통 후보의 2024년 대만 총통 선거 승리를 축하한 후, 마오닝은 언론 브리핑에서 마르코의 발언은 "하나의 중국 원칙에 대한 심각한 위반"이라고 말했다. 그리고 “중국 내정에 대한 심한 간섭”이다. 또 “마르코스 대통령은 대만 문제의 내용을 제대로 이해하고 올바른 결론을 도출하기 위해 더 많은 책을 읽었다”고 말했다. 마오닝의 발언에 대해 필리핀 국방장관 길베르토 테오도로(Gilberto Teodoro)는 마오닝이 “그렇게 저급하고 천박한 수준의 말을 해서 우리 대통령과 필리핀 국가를 모욕하고 자신과 국방부, 자신이 대표하는 당의 품위를 더욱 떨어뜨렸다”고 말했다.